# TLSO korzet
TLSO korzet či TLSO ortéza je trupová ortéza neboli korzet, která je schopna působit stabilizačně či korekčně na Thorako-Lumbo-Sakrální úsek páteře. 
Jelikož se jedná o název nespecifikující provedení, může být samotný korzet zhotoven různou technologií při použití různých materiálů a polotovarů. Lze konstatovat, že všechny specifikované, pojmenované typy korzetů, jež jsou zhotoveny pro TLS páteř, patří do celé skupiny TLSO korzetů. Jednotlivé typy jsou zobrazeny v mnoha individuálních modifikacích na různých webových stránkách výrobců v oboru ortotiky – protetiky. V praxi bývá označován NYOH korzet (New York Orthopaedic Hospital, 1968) jako TLSO ortéza. Jde o relativně symetricky tvarovanou skořepinu z plastu, která je ve svém vnitřním prostoru doplněna korekčními prvky – pelotami.